# Antonio Carafa della Stadera, I principe di Stigliano
Antonio Carafa della Stadera (... – 27 giugno 1528) è stato un nobile e politico italiano, principe di Stigliano e duca di Mondragone.

## Biografia
Antonio nacque in una delle più antiche, importanti ed influenti famiglie nobiliari del Regno di Napoli, quella dei Carafa, ed apparteneva ad uno dei due rami cadetti principali, quello dei Carafa della Stadera.
Per nascita patrizio napoletano, fu anche signore di Rocca Mondragone, feudo situato nella provincia di Terra di Lavoro che gli venne confermato il 13 luglio 1479 "con mero e misto impero".
Lo troviamo come Regio Consigliere nel 1494 e come Gran Capitano del Regno di Napoli dal 22 marzo 1504.
Nel corso della sua vita fece molti acquisti feudali: comprò il feudo di Montenero nel 1479, poi comprò i feudi di Laviano, Rapone, San Lorenzo, Senerchia, Castelgrande e Castelnuovo dal re di Napoli per la somma di 6.500 ducati (la vendita di questi feudi venne ratificata e datata Napoli 20 ottobre 1496); rinunciò a Laviano in favore di Caterina Sanseverino con Regio Assenso datato 13 marzo 1503 (Napoli).
Successivamente, dal 3 ottobre 1510, lo troviamo come conte di Rocca Mondragone, con Castelnuovo, San Lorenzo, Laviano, Castelgrande, e Rapone, con Alianello, Sant'Arcangelo, Roccanova, Stigliano, Accettura, Gorgoglione e Guardia. Venne confermato dei feudi di Stigliano, Alianello, Roccanova, Sant'Arcangelo, Accettura, Gorgoglione e Guardia con privilegio datato 2 giugno 1518 (Napoli).
Venne nominato 1º duca di Mondragone con privilegio datato 9 aprile 1519 (reso esecutivo a Napoli il 27 ottobre 1519) e 1º principe di Stigliano con privilegio datato 21 giugno 1522. Per questo, Antonio, divenne il fondatore del ramo cadetto dei Carafa dei principi di Stigliano e duchi di Mondragone, ramo che si estinguerà in linea maschile nel 1624. Egli ebbe inoltre l'onere di amministrare Rocca Mondragone, a quei tempi già in rovina e difficile da manutenere.
Morì il 27 giugno 1528 e venne succeduto nei titoli e nei feudi dal figlio primogenito Luigi Carafa della Stadera.

## Discendenza
Nel 1506 Antonio sposò Ippolita di Capua, figlia di Bartolomeo III di Capua, 9º conte di Altavilla, e Roberta Boccapianola. Dalla loro unione nacquero i seguenti figli:
- Luigi Carafa, erede e successore del padre[1];
- Geronimo Carafa, capostipite del ramo cadetto dei Carafa dei duchi di Laurino e principi di San Lorenzo;
- Giulio Carafa, capostipite del ramo cadetto dei Carafa dei marchesi di Polignano;
- Fabio Carafa, capostipite del ramo cadetto dei Carafa dei duchi di Maddaloni e principi di Colobraro;
- Roberta Carafa, sposò Diomede III Carafa, 1º duca di Maddaloni; non ebbe figli;
- Bernardina Carafa, sposò Ferdinando II de Cardenas, marchese di Laino;
- Diana Carafa;
- Scipione Carafa, capostipite del ramo cadetto dei Carafa dei conti di Morcone.

## Ascendenza
|                                 |   |                       | Genitori            |  |  | Nonni |  |  | Bisnonni                 |  |  | Trisnonni          |  |
|                                 |   |                       |                     |  |  |       |  |  | Antonio "Malizia" Carafa |  |  | Giovannello Carafa |  |
|                                 |   |                       |                     |  |  |       |  |  | Antonio "Malizia" Carafa |  |  | Giovannello Carafa |  |
|                                 |   | Mariella Mariscalco   |                     |  |  |       |  |  | Antonio "Malizia" Carafa |  |  |                    |  |
| Antonio Carafa della Stadera    |   |                       |                     |  |  |       |  |  | Antonio "Malizia" Carafa |  |  |                    |  |
|                                 |   | Caterina Farafalla    | ?                   |  |  |       |  |  |                          |  |  |                    |  |
|                                 |   | Caterina Farafalla    | ?                   |  |  |       |  |  |                          |  |  |                    |  |
|                                 |   | Caterina Farafalla    | ?                   |  |  |       |  |  |                          |  |  |                    |  |
| Luigi Carafa della Stadera      |   | Caterina Farafalla    |                     |  |  |       |  |  |                          |  |  |                    |  |
|                                 |   | Marino Boffa          | ?                   |  |  |       |  |  |                          |  |  |                    |  |
|                                 |   | Marino Boffa          | ?                   |  |  |       |  |  |                          |  |  |                    |  |
|                                 |   | Marino Boffa          | ?                   |  |  |       |  |  |                          |  |  |                    |  |
| Vannella Boffa Stendardo        |   | Marino Boffa          |                     |  |  |       |  |  |                          |  |  |                    |  |
|                                 |   | Giovannella Stendardo | Giannotto Stendardo |  |  |       |  |  |                          |  |  |                    |  |
|                                 |   | Giovannella Stendardo | Giannotto Stendardo |  |  |       |  |  |                          |  |  |                    |  |
|                                 |   | Giovannella Stendardo | Sancia Orsini       |  |  |       |  |  |                          |  |  |                    |  |
| Antonio Carafa della Stadera    |   | Giovannella Stendardo |                     |  |  |       |  |  |                          |  |  |                    |  |
|                                 | ? | ?                     |                     |  |  |       |  |  |                          |  |  |                    |  |
|                                 | ? | ?                     |                     |  |  |       |  |  |                          |  |  |                    |  |
|                                 | ? | ?                     |                     |  |  |       |  |  |                          |  |  |                    |  |
| Guglielmo della Marra           | ? |                       |                     |  |  |       |  |  |                          |  |  |                    |  |
|                                 |   | ?                     | ?                   |  |  |       |  |  |                          |  |  |                    |  |
|                                 |   | ?                     | ?                   |  |  |       |  |  |                          |  |  |                    |  |
|                                 |   | ?                     | ?                   |  |  |       |  |  |                          |  |  |                    |  |
| Isabella/Bernardina della Marra |   | ?                     |                     |  |  |       |  |  |                          |  |  |                    |  |
|                                 |   | ?                     | ?                   |  |  |       |  |  |                          |  |  |                    |  |
|                                 |   | ?                     | ?                   |  |  |       |  |  |                          |  |  |                    |  |
|                                 |   | ?                     | ?                   |  |  |       |  |  |                          |  |  |                    |  |
| Polissena Sanseverino           |   | ?                     |                     |  |  |       |  |  |                          |  |  |                    |  |
|                                 |   | ?                     | ?                   |  |  |       |  |  |                          |  |  |                    |  |
|                                 |   | ?                     | ?                   |  |  |       |  |  |                          |  |  |                    |  |
|                                 |   | ?                     | ?                   |  |  |       |  |  |                          |  |  |                    |  |
|                                 |   | ?                     |                     |  |  |       |  |  |                          |  |  |                    |  |